# Neomyia albigena
Neomyia albigena är en tvåvingeart som först beskrevs av Stein 1913.  Neomyia albigena ingår i släktet Neomyia och familjen husflugor. Inga underarter finns listade i Catalogue of Life.